# Palais Leuchtenberg (Munich)
Pour les articles homonymes, voir Palais Leuchtenberg.

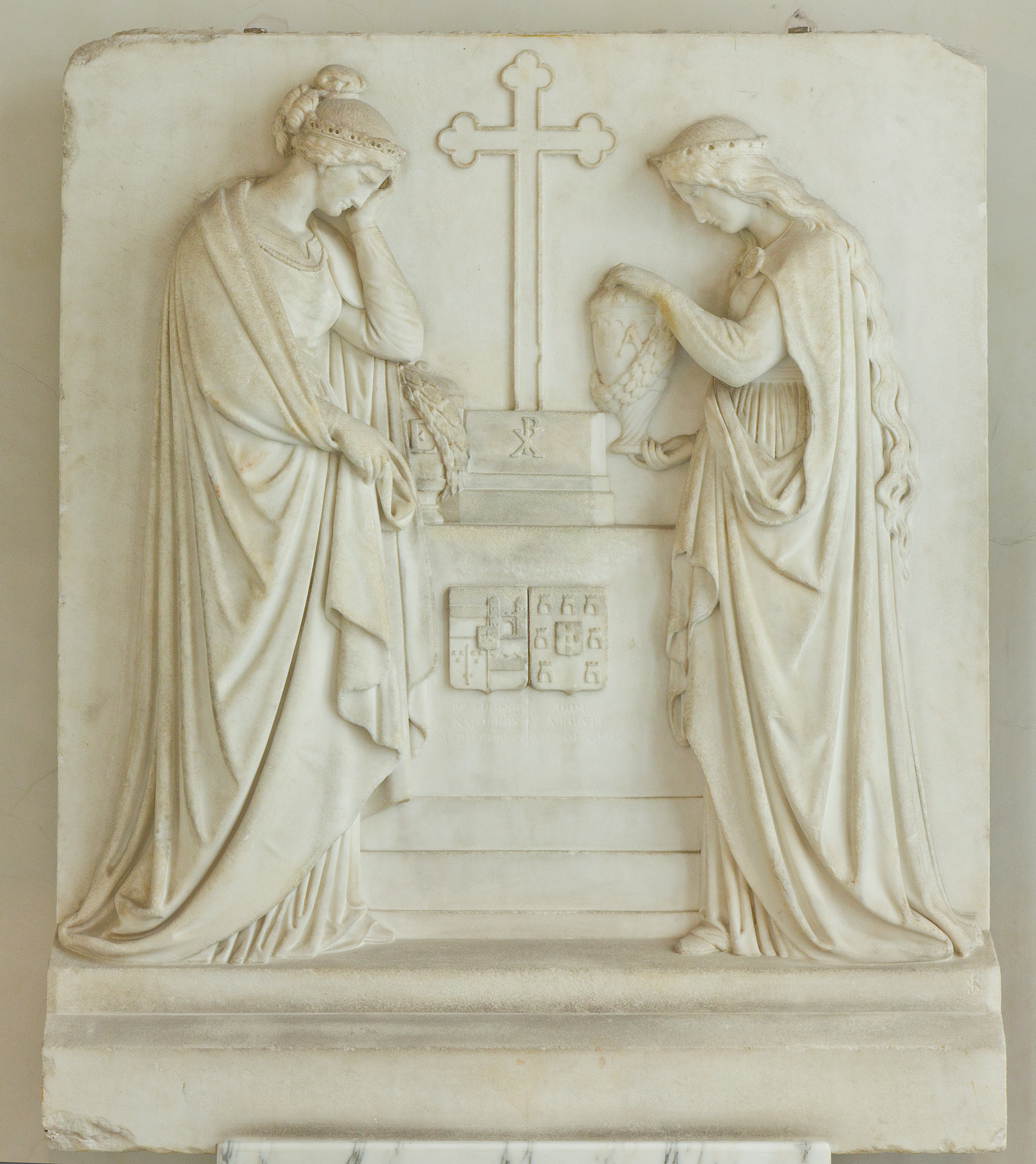
Épitaphe de Ludwig Schwanthaler au rez-de-chaussée du palais

Le Palais Leuchtenberg, à l'ouest de la Odeonsplatz, est le plus grand palais de Munich. On y trouve aujourd'hui le ministère des Finances de la Bavière, chargé du développement de l'État et de la patrie. 

## Histoire

### Construction de Klenze (1817-1821)
Eugène de Beauharnais, duc de Leuchtenberg, beau-frère du futur roi Louis Ier de Bavière et beau-fils de Napoléon, charge Leo von Klenze de construire un « palais de ville suburbain ». Entre 1817 et 1821, Leo von Klenze construit le premier palais de la Ludwigstraße. Klenze considérait le Palais Leuchtenberg comme une référence pour la conception de ce boulevard. Il choisit le style néo-renaissance inspiré du Palais Farnèse à Rome.  
Beauharnais habite le plus grand palais aristocratique de l'époque avec son épouse Auguste, sœur de Louis Ier, et ses enfants. Le palais est équipé d'une salle de bal, d'un auditorium, d'une salle de billard et d'une galerie de tableaux. Il y a aussi une chapelle privée. 
Le 2 août 1829, le mariage par procuration entre l'empereur Dom Pedro Ier du Brésil et la princesse Amélie von Leuchtenberg a lieu dans cette chapelle.  
Après la mort de la veuve d'Eugène de Beauharnais, Auguste von Leuchtenberg, en 1852, le prince Luitpold, futur prince régent de Bavière, achète le palais. 
Jusqu'en 1933, le Palais Leuchtenberg est utilisé à des fins représentatives de la famille royale bavaroise et de la maison Wittelsbach. Au cours de la Seconde Guerre mondiale, il est sévèrement touché lors d'attaques aériennes en 1943 et 1945. En 1957, il est acquis par l'État de Bavière, laissant les ruines disparaître complètement.

### Construction de Heid / Simm (1963-1967)
Après la démolition totale dans les années 1963 à 1967, Hans Heid et Franz Simm préparent un nouveau bâtiment en béton armé comprenant une couche de briques  et une façade reconstruite pour le ministère des Finances de l’État de Bavière. Le plan ne suit pas les plans originaux de Leo von Klenze. Seule la façade a été restaurée dans son état d'origine et les bureaux de représentation du ministère des Finances et celui du ministre des Finances reviennent au Beletage situé au premier étage. Peu de choses sont préservées des anciens meubles somptueux; quelques pièces se trouvent aujourd'hui dans le Château de Nymphenbourg . La Frise d'Alexandre de Bertel Thorvaldsen est reproduite en copie au foyer de la nouvellement reconstruite Herkulessaales de la Résidence de Munich.

## Objets d'art dans le palais

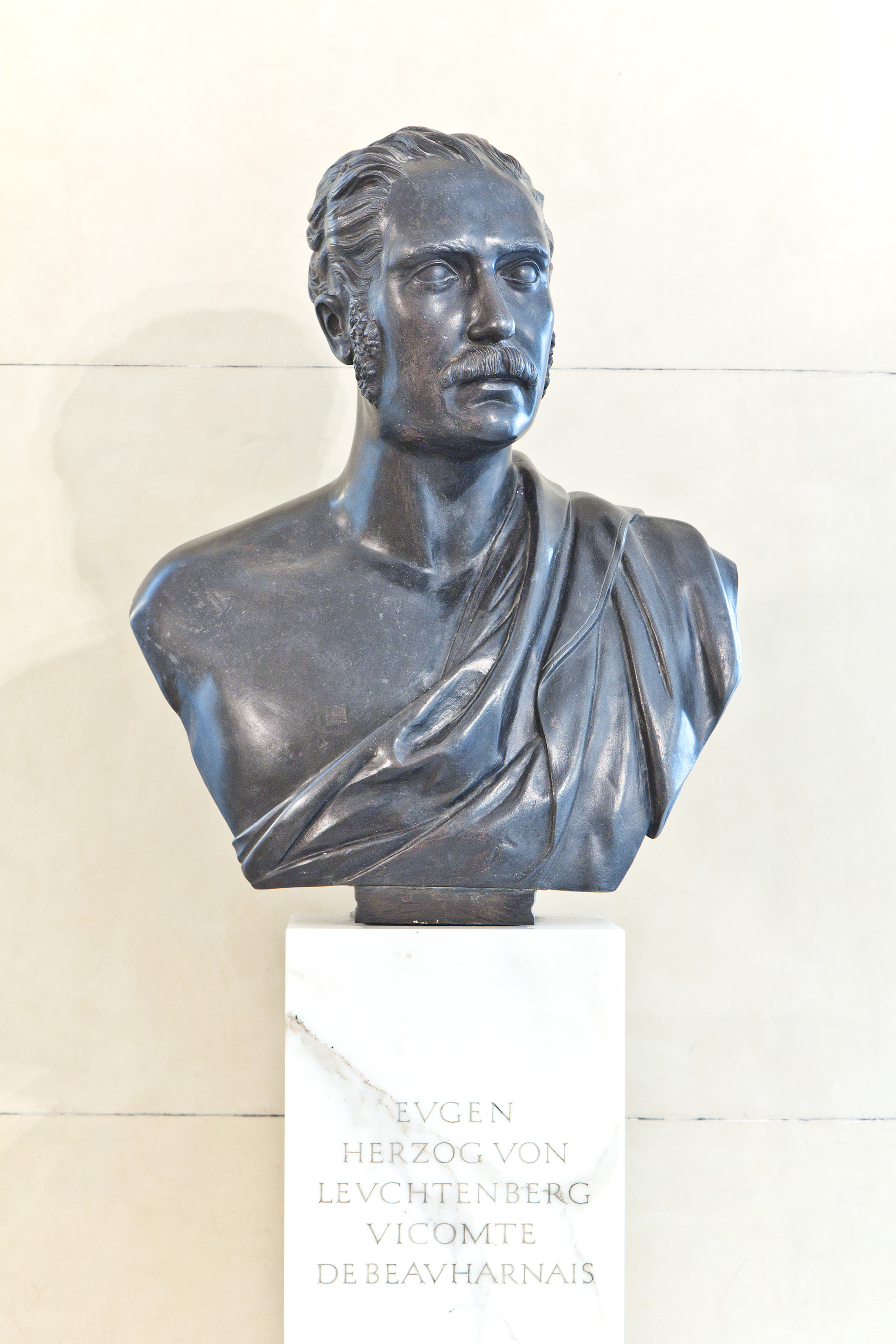
Buste d'Eugène de Beauharnais, beau-fils de Napoléon et bâtisseur du Palais au rez-de-chaussée
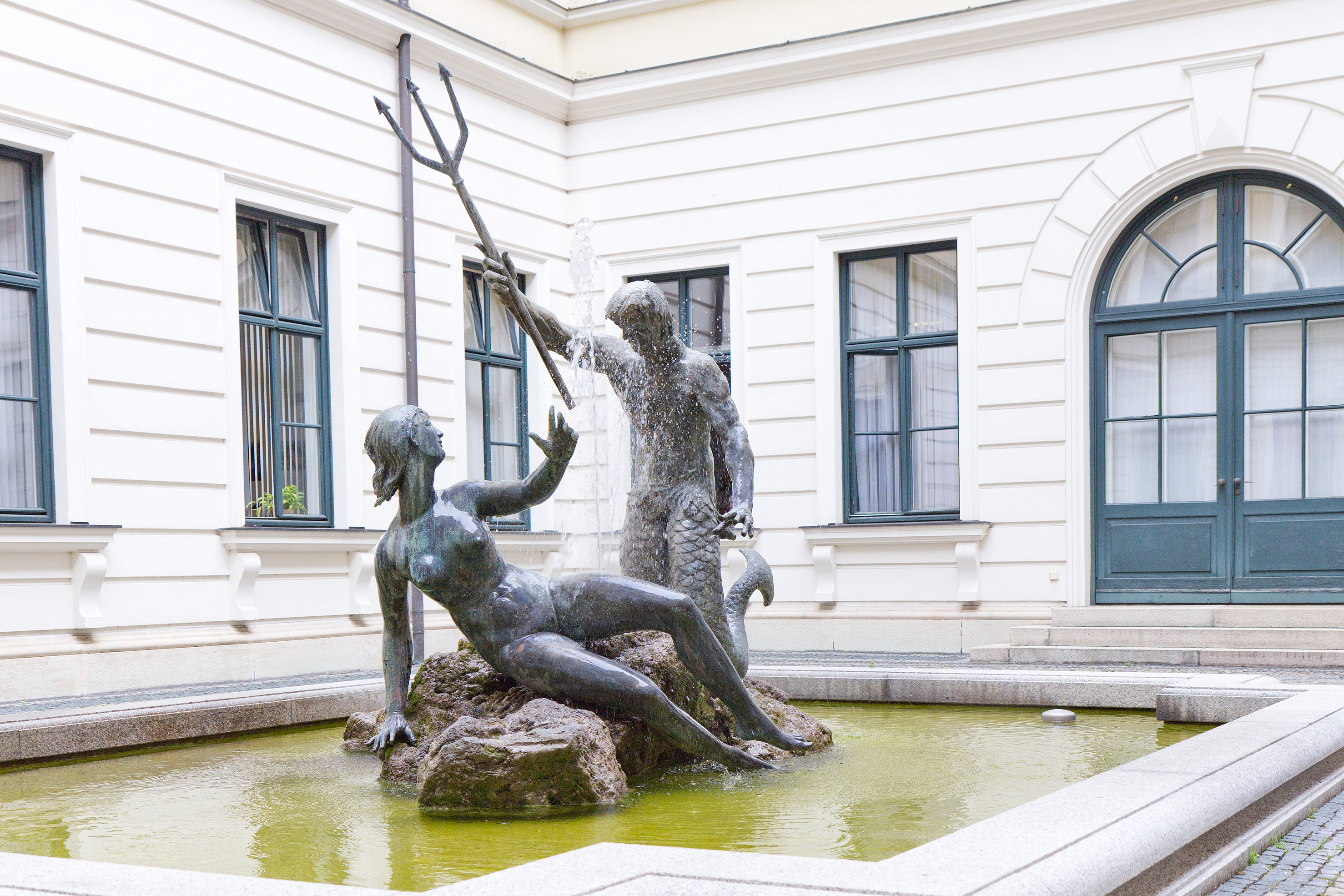
Isarnixenbrunnen ("Munich Nasentröpfelbrunnen") dans la cour du palais

## Littérature
- Editions de la Commission UNI-Druck (1992). Munich 1992,  (ISBN 3-87821-278-X) .
- De la fondation Welfischen de Henri le Lion à nos jours. Art, culture, histoire, DuMont, Cologne 1979,  (ISBN 3-7701-1094-3) .
- von Hazzi : En ce qui concerne les engrais, mais en même temps le problème des méfaits en Allemagne, en particulier dans la capitale et ville de résidence de Munich et dans toute la Bavière. Fleischmann, Munich 1821, numérisée .

## Liens Web
- Le Palais Leuchtenberg sur le site du ministère des finances de Bavière, pour le développement de l'État et la patrie